# Tóth Imre (költő)
Tóth Imre (Zalaegerszeg, 1966. július 2. – Zalaegerszeg, 2021. március 20.) magyar költő, szerkesztő, könyvtáros.

## Életpálya
Szülei F. Tóth Imre hivatásos katonatiszt és Hegedűs Magdolna.
Általános iskolai tanulmányait a Dr. Hamburger Jenő Általános Iskolában (mostani nevén: Landorhegyi Általános Iskola) végezte, majd a Zrínyi Miklós Gimnáziumban érettségizett.
A szegedi Juhász Gyula Tanárképző Főiskolán, majd a József Attila Tudományegyetemen szerzett diplomát.
Érettségi után egy évig egy hivatalban dolgozott. Sorkatonai szolgálatát több helyőrségben töltötte le.
1988 óta dolgozott a Deák Ferenc Megyei Könyvtárban.
2003-tól a Pannon Tükör folyóirat munkatársa, majd rovatvezetője, 2017-ben online szerkesztője volt.

## Díjak, jelölések, tagságok
2011-ben Zalai Prima Primissima-díjra jelölték irodalom kategóriában.
Tagja a Szépírók Társaságának és a Magyar PEN Clubnak.
A kert és más novellák című kötete 2015-ben elnyerte a Magyar Írószövetség és a Canon digitális könyvnyomtatási pályázat díját.

## Kötetei
- Tóth Imre–Soós József–Chak István: Szolgák; József Attila Városi Könyvtár, Zalaegerszeg, 1985
- Nostradamus menyegzője. Pannon Tükör Könyvek, Zalaegerszeg, 2004
- A lélek nulla foka. Parnasszus Kiadó, Budapest, 2009
- A kert és más novellák. Pannon Írók Társasága, Zalaegerszeg, 2015
- Exit. Pannon Tükör Könyvek, Zalaegerszeg, 2016
- A kert és más novellák; Pannon Írók Társasága, Zalaegerszeg, 2015